# Charles W. Jones

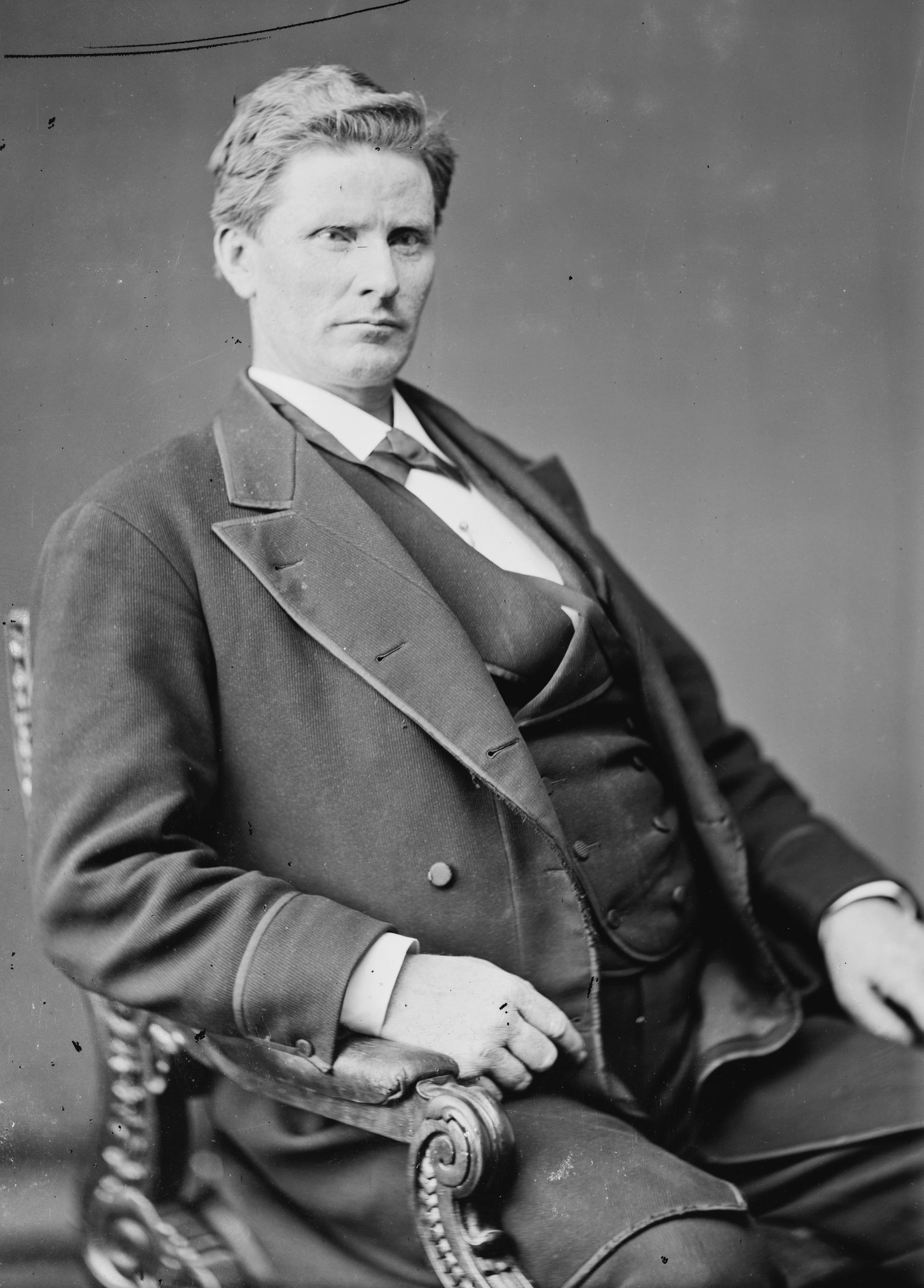
Charles W. Jones

Charles William Jones (* 24. Dezember 1834 in Balbriggan, Irland; † 11. Oktober 1897 in Dearborn, Michigan) war ein US-amerikanischer Politiker irischer Abstammung der Demokratischen Partei. Von 1875 bis 1887 saß er für den US-Bundesstaat Florida im US-Senat.

## Frühes Leben und Familie
Jones wurde in Balbriggan im Osten Irlands geboren. Sein Vater starb während seiner Kindheit. Mit seiner Mutter emigrierte er im Alter von zehn Jahren in die Vereinigten Staaten. In New York City und St. Louis in Missouri besuchte er die Schulen. 1854 zog er nach Florida um, vorher wohnte er bereits in den Bundesstaaten Louisiana und Mississippi. 1857 wurde er nach einem Jurastudium als Rechtsanwalt zugelassen. In Pensacola eröffnete er eine eigene Anwaltskanzlei.
Jones war seit 1861 mit Mary Ada Quigley verheiratete. Bis zu ihrem Tod im Jahr 1880 wurden beide Eltern von vier Kindern.

## Karriere
1872 stieg er ins politische Geschäft ein. Er kandidierte erfolglos für einen Sitz im US-Repräsentantenhaus. 1874 wurde er dann mit einem Vorsprung von fünf Stimmen in das Repräsentantenhaus von Florida gewählt. Bereits im gleichen Jahr kandidierte Jones für einen Sitz im US-Senat. Von der Wahlbevölkerung von Florida wurde er als Senator gewählt, 1880 gelang ihm die Wiederwahl. Im Frühling 1885 zog Jones nach Detroit um. In der Folgezeit wurde mehrfach erfolglos versucht, ihn seines Amtes zu entheben, da er angeblich eine Beziehung mit einer wesentlich jüngeren Frau gehabt haben soll. Bei der Senatswahl 1886 wurde er nicht mehr in den Senat gewählt.

## Tod
Nachdem er aus dem Senat ausgeschieden war, lebte Jones fortan als Teil des Fahrenden Volkes in elenden Verhältnissen in Michigan. In seinen letzten Lebensjahren hatte er einen festen Wohnsitz in Dearborn. Dort verstarb er 1897 völlig verarmt. Er wurde in Pensacola beigesetzt.